# Johannes Drerup
Johannes Drerup (* 7. September 1981) ist ein deutscher Erziehungswissenschaftler und Philosoph. Er ist Professor für Allgemeine Erziehungswissenschaft an der TU Dortmund und der VU Amsterdam.

## Werdegang
Johannes Drerup studierte Erziehungswissenschaft, Philosophie und Anglistik an der University of York und der WWU Münster, an der er im Jahre 2013 promoviert wurde (Paternalismus, Perfektionismus und die Grenzen der Freiheit). Von 2014 bis 2019 war er Vertretungsprofessor an der Universität Koblenz-Landau.
Seit Oktober 2019 ist er ordentlicher Professor für Allgemeine Erziehungswissenschaft mit dem Schwerpunkt Bildungstheorie an der Technischen Universität Dortmund. und seit Mai 2019 ist er Gastprofessor an der VU Amsterdam. Im Jahr 2022 war er Fulbright Visiting Scholar an der University of California, Berkeley.

## Forschungsschwerpunkte
Johannes Drerup forscht vorwiegend zu Fragen der Erziehungs- und Bildungsphilosophie, der Philosophie der Kindheit, der pädagogischen Ethik und der Theorie und Praxis von Moral- und Demokratieerziehung. Unter dieser Perspektive beschäftigt er sich mit zentralen theoretischen und praktischen Problemen der Pädagogik, bspw. mit Fragen politischer Bildung in liberalen Gesellschaften, mit Problemen der Begründung pädagogischen Handelns, mit Fragen der Bildungsgerechtigkeit, mit der sog. Kopftuchdebatte im Unterricht, mit Folgen der Corona-Pandemie für Kinder, mit Sexualerziehung in der Schule, mit Diskussionen über weltbürgerliche Erziehung und Bildung/Global Citizenship Education usf.
Drerup gehört zum Herausgeberkreis der Zeitschrift für Erziehungswissenschaft und ist Mitbegründer und Herausgeber der internationalen Fachzeitschrift On Education. Er gibt außerdem mehrere Buchreihen heraus. Er lehrt und publiziert in deutscher und englischer Sprache.

## Publikationen (Auswahl)
- 2023: Philosophie der Kindheit (hrsg. mit Gottfried Schweiger). Berlin: Suhrkamp.
- 2023: The Cambridge Handbook of Democratic Education (hrsg. mit Julian Culp und Douglas Yacek). Cambridge: Cambridge University Press.
- 2022: Kinder, Corona und die Folgen. Eine kritische Bestandsaufnahme. Frankfurt am Main: Campus.
- 2022: Liberal Democratic Education: A Paradigm in Crisis (hrsg. mit Julian Culp, Isolde de Groot, Anders Schinkel und Douglas Yacek). Münster: Mentis
- 2022: Creating Green Citizens. Bildung, Demokratie und der Klimawandel (hrsg. mit Franziska Felder, Veronika Magyar-Haas und Gottfried Schweiger).  Berlin: J. B. Metzler.
- 2021: Kontroverse Themen im Unterricht. Konstruktiv streiten lernen. Stuttgart: Reclam.
- 2020: Pädagogische Debatten. Themen, Strukturen und Öffentlichkeit (mit Ulrich Binder und Jürgen Oelkers). Stuttgart: Kohlhammer.
- 2020: Neue Technologien – neue Kindheiten? (hrsg. mit Marc Fabian Buck und Gottfried Schweiger). Berlin: J. B. Metzler.
- 2019: Handbuch Philosophie der Kindheit (hrsg. mit Gottfried Schweiger). Berlin: J. B. Metzler.
- 2013: Paternalismus, Perfektionismus und die Grenzen der Freiheit. Paderborn, München, Wien, Zürich: Ferdinand Schöningh.